# Darnieulles
Darnieulles je francouzská obec v departementu Vosges, v regionu Grand Est.

## Znak
Znak obce je kombinací erbů tří rodů, kterým obec náležela.

## Památky
- kostel sv. Mořice z počátku 18. století s varhanami od Antoina Filipowicze

## Vývoj počtu obyvatel
Počet obyvatel

## Osobnosti obce
- Nicolas Bellot, architekt, sochař a malíř